# Ronan Salaün
Pour les articles homonymes, voir Salaün.
Ronan Salaün, né le 29 janvier 1969 à Quimper, est un footballeur français, aujourd'hui reconverti comme entraîneur.

## Biographie
Il est formé à l'école de foot du Brest Armorique FC en même temps que Corentin Martins. En 2006 les deux amis se retrouvent sur le banc du Stade quimpérois, Ronan en tant qu'entraîneur et Corentin en tant que manager sportif.
Ronan évoluait au poste d'attaquant en début de carrière avant de la terminer comme défenseur avec le Nîmes Olympique. 
En mars 2002, il obtient le BEES 1er degré. 
Il joue au sein du Club Bretagne Football (équipe d'ex-pros de Bretagne).
De 2005 à 2010, il entraîne le Stade Quimpérois qui passe de la DH au CFA.
En juin 2015, il devient manager général et entraîneur de l'équipe première du Quimper Kerfeunteun Football Club qui évolue en DRH,.
A l'issue de la saison 2017-2018, son contrat n'est pas prolongé et après quelques mois sans club, il prend les rênes de Quimper Italia, club de R2, en octobre 2018,.
En juin 2020, il est nommé entraîneur du FC Treffiagat - Guilvinec.

## Carrière (joueur)
- 1988-1991 :  Brest Armorique FC
- 1991-1993 :  Girondins de Bordeaux
- 1993-1994 :  SM Caen
- 1994-1994 :  Girondins de Bordeaux
- 1994-1998 :  Toulouse FC
- 1998-1999 :  Stade rennais
- 1999-2002 :  Nîmes Olympique[7],[8]

- Équipe de Bretagne : 1 sélection (Bretagne-USA, 30 décembre 1988 à Brest)

## Palmarès (entraîneur)
- Champion de DH Bretagne : 2007
- Champion de CFA2 Groupe G : 2008